# Walter von Kaltental

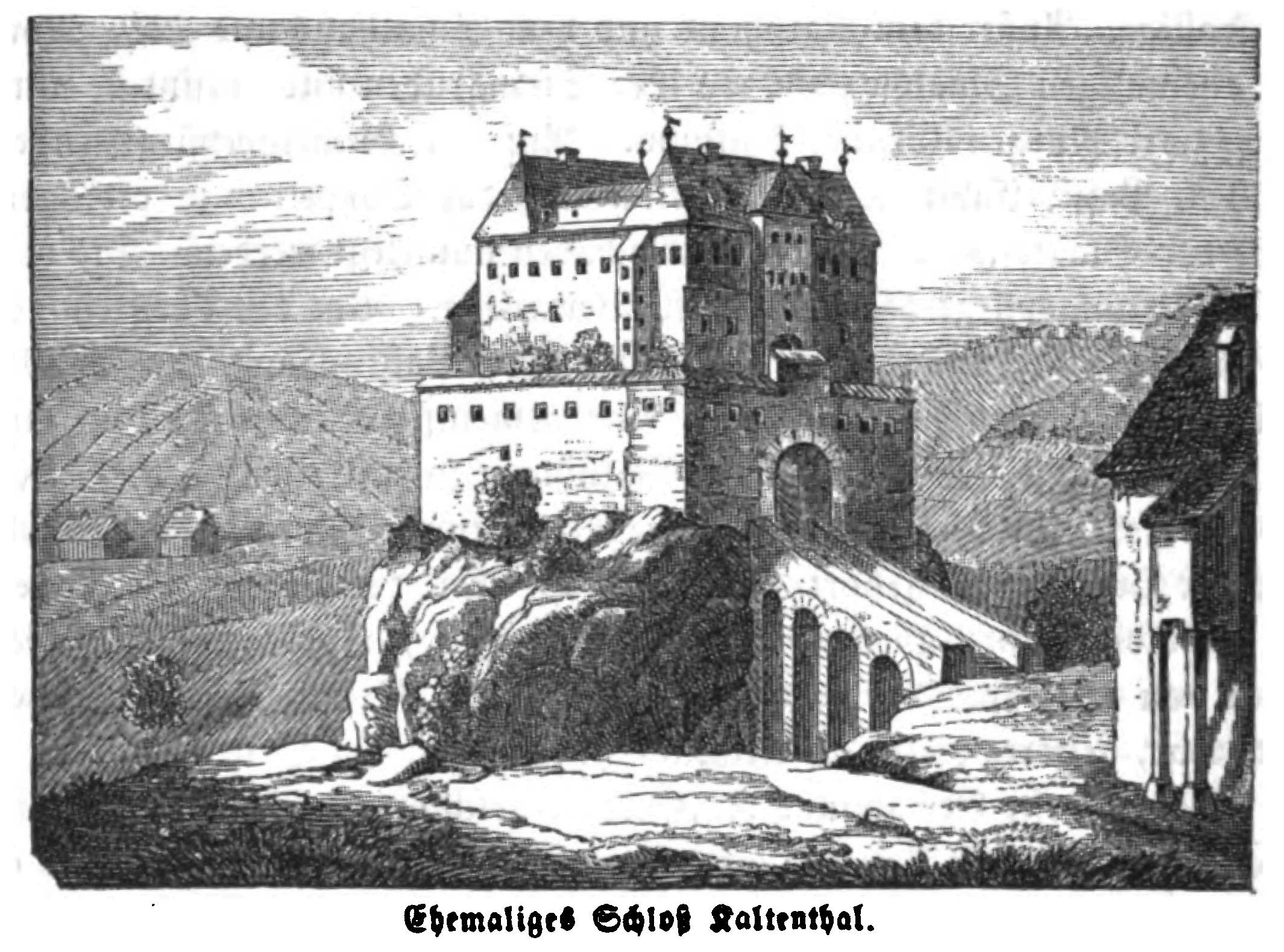
Burg Kaltental, Stammsitz des Walther von Kaltenthal, in einer Abbildung aus der Beschreibung des Oberamts Stuttgart von Karl Eduard Paulus

Walter von Kaltental (auch Walther von Kaltenthal, lateinisch Waltherus de Kaltenthal; * vor 1270; † nach 1288) war ein Ritter und Burggraf aus der Familie von Kaltental. Der genaue Umfang seines Burggrafenamtes ist nicht bekannt, als württembergisches Lehen beinhaltete es vermutlich auch Stuttgart. Sein Sitz war die mittlerweile abgegangene Burg Kaltental im heutigen Stuttgarter Stadtteil gleichen Namens.

## Leben
Walter war mutmaßlich ein Sohn des Ritters Heinrich von Kaltental. Walter selbst taucht erstmals in Urkunden aus dem Jahr 1270 auf, hier noch als Ritter und ohne den Titel eines Burggrafen, welchen er aber spätestens 1278 besaß, wohl zusammen mit seinem Bruder Wolfram, der zwischen 1278 und 1291 urkundlich erwähnt wird, ab 1281 ebenfalls mit dem Titel Burggraf. Dieser Titel weist bereits auf ein Lehensverhältnis mit Haus Württemberg hin.
1278 bekam Walter ausdrücklich zusammen mit seinen Söhnen von Graf Ulrich I. von Asperg die nördlich von Stuttgart gelegene Herrschaft Aldingen als Lehen, so dass zeitgleich auch ein Lehensverhältnis mit der Asperger Seitenlinie der Pfalzgrafen von Tübingen bestand. Die Verleihung fand auf Burg Wirtemberg unter anderen in Beisein von Graf Eberhard dem Erlauchten sowie Pfalzgraf Gottfried von Tübingen statt. Auch Walters Bruder Wolfram und dessen Sohn waren anwesend. Walter begründete damit die bis zum Jahr 1746 ununterbrochen andauernde Ortsherrschaft seiner Familie in Aldingen.
Im Jahr 1281 kämpfte Burggraf Walter auf Württembergischer Seite gegen die Reichsstadt Esslingen. Es kam dabei zur Belagerung von Burg Kaltental, die damit endete, dass württembergische Verstärkung für die Kaltentaler anrückte und die Esslinger vertreiben konnte.
Im Jahr 1288 verzichtete Walter zugunsten von Graf Eberhard auf Weinberge in Obertürkheim. Danach sind keine Erwähnungen Walters mehr bekannt.

## Nachkommen
Bereits ab 1283 erscheint Walters Sohn Marquard von Kaltental als Burggraf. Auch Walters Sohn Johann (I.), der zusammen mit seinem Bruder Gottfried (genannt Gozzo oder Gotzo) bereits bei der Verleihung des Aldinger Lehens Erwähnung fand, trug den Titel Burggraf. Im Jahr 1307 wurde das Lehensverhältnis bezüglich Aldingen zwischen Graf Ulrich II. und diesem Burggraf Johann von Kaltental erneuert.
1281 wird zudem ein Sohn Walters mit Namen Wolfram erwähnt. Auch der 1296 genannte Edelknecht Kuno von Kaltental und der von 1287 bis 1290 in Quellen genannte Beutelsbacher Propst Dietrich von Kaltental waren wahrscheinlich Söhne Walters.
Beim Verkauf von Burg Kaltental im Jahr 1318 werden Burggraf Johann (II.), genannt Hans, und seine Brüder Rudolf und Walter erwähnt, bei denen es sich wohl um die Enkel Walters und Söhne von Burggraf Johann (I.) handelte, alle später bekannten Kaltentaler stammen von diesen Brüdern ab. Der Beutelsbacher und Stuttgarter Propst Marquard von Kaltental war ein Sohn des Burggrafen Marquard und somit wahrscheinlich ebenfalls ein Enkel Walters.